# 普夫迪夫斯巴達足球會
普夫迪夫斯巴達職業足球會（PFC Spartak Plovdiv）是一家位於保加利亞普羅夫迪夫的職業足球會，目前參加保加利亞丙組足球聯賽。球會成立於 1947年，並於2016年解散翌年再次重組。普夫迪夫斯巴達目前於普羅夫迪夫的托多爾迪耶夫體育場（Todor Diev Stadium）進行主場比賽，該體育場以球會名宿托多爾·迪耶夫（Todor Diev）的名字命名。
普夫迪夫斯巴達成立於1947年，1958年斯巴達在保加利亞盃決賽中擊敗明約佩尼克獲得第一個冠軍。然而普夫迪夫斯巴達成績最輝煌是在1963年，在甲組聯賽擊敗保迪夫、索菲亞中央陸軍及索菲亞火車頭贏得冠軍；次年普夫迪夫斯巴達參加巴爾幹盃並獲得亞軍。
在1967年普夫迪夫斯巴達宣佈解散，球隊併入保迪夫，1982年重新成立，從丙組足球聯賽開始參賽，直到1995年再次晉級頂級聯賽，可是兩個賽季後降級。此後球隊遭遇財務問題，大部分時間都在低級別聯賽。

## 榮譽

### 本土
保加利亞甲組聯賽:
- 冠軍 (1): 1962–63
- 亞軍 (1): 1961–62

保加利亞盃:
- 冠軍 (1): 1958
- 亞軍 (2): 1955, 1959

### 歐洲
巴爾幹盃:
- 亞軍 (1): 1964

## 外部鏈接
- 官方網站 （页面存档备份，存于）